# Gunnerusbiblioteket
Gunnerusbiblioteket i Trondheim är Norges äldsta vetenskapliga bibliotek. Det grundadedes år 1768 som bibliotek för Det Kongelige Norske Videnskabers Selskab (DKNVS) och är uppkallat efter Johan Ernst Gunnerus, en av dess grundare.
Sedan 1996 ingår det i Norges teknisk-naturvetenskapliga universitetsbibliotek.
Samlingarna har byggts upp genom bidrag från DKNVS medlemmar samt donationer och förvärv. De bestod inledningsvis av allmän vetenskaplig litteratur, men har sedan 1874 utökats med litteratur inom botanik, zoologi, arkeologi och historia.

## Knudtzonsalen

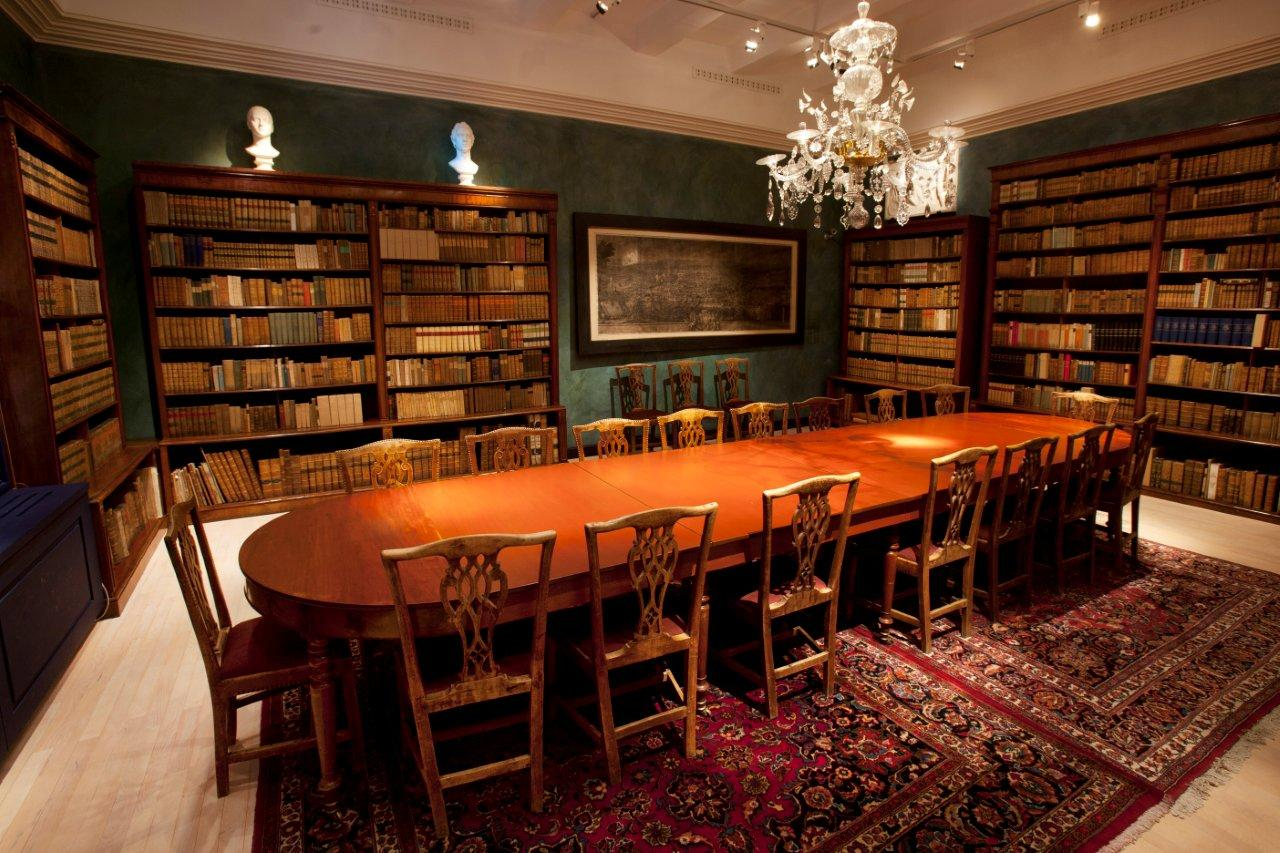
Knudtzonsalen, 2012.

Köpmannen Broder Lysholm Knudtzon från Trondheim testamenterade hela sitt bibliotek med boksamling, bokhyllor och konstföremål till Det Kongelige Norske Videnskabers Selskab med villkoret att samlingen inte fick delas upp. Den består av omkring 2 000 böcker av hög kvalitet som Knudtzon har förvärvat genom sina utländska kontakter.
Donationen förvaras i sin helhet i Knudtzonsalen som biblioteket har låtit inreda i tidstypisk stil som Knudtzons eget bibliotek kan ha sett ut. Rummet är normalt stängt för allmänheten men kan besökas med särskilt tillstånd.